# Сухиня
Сухи́ня (укр. Сухиня) – село, расположенное на территории Бобровицкого района Черниговской области (Украина) на берегу реки Быстрица.
Население составляет 418 жителей (2006 год). Плотность населения — 302,02 чел/кв.км.
Впервые упоминается в 1850 году.
Село Сухиня находится примерно в 14 км к западу от центра города Бобровица. Средняя высота населённого пункта — 112 м над уровнем моря. Село находится в зоне умеренно континентального климата.
Национальный состав представлен украинцами, конфессиональный состав — христианами.